# 丁江浩
丁江浩，MH（1974年5月7日—），香港建制派政治人物，民建聯執委，現任香港東區區議會議員太北選區議員，曾任東區區議會議員鰂魚涌選區議員。

## 簡歷
丁江浩籍貫福建晋江，於2008年獲得香港浸會大學中國文學碩士學位。培僑中學教師，課餘積極參與地區服務，並投身多項社會公職。
社會公職包括：民建聯執行委員會委員、民建聯培訓委員會副主席、民建聯東區支部副主席、教聯會理事、東區撲滅罪行委員會委員、鰂魚涌大廈聯委會主席、香港福建社團聯會常務會董、香港福建同鄉會教育部主任、香港福建同鄉會關注同鄉權益委員會副主任、香港福建同鄉會青年團執委會常委、香港廈門聯誼總會青年交流促進會副主任、香港晉江同鄉會社會事務委員會副主任，以及香港東區各界協會社會事務委員會委員等十多項。
2021年，丁江浩獲特區政府頒授榮譽勳章。特區政府感謝丁江浩盡心竭力為東區服務，尤其在推廣長者福利及社區建設方面，貢獻良多，頒授榮譽勳章，以資表揚。
2021年，丁江浩獲推薦成為政協第八屆廣東省清遠市委員會委員。
丁江浩長期在本港報章就時事及教育議題撰文，現為《文匯報》專欄作者，並多次就通識教育、國民教育及公民教育議題接受本地中、英文報紙訪問。

## 擔任公職

### 區議會服務
- 文康及社區建設服務委員會主席
- 地區設施管理委員會委員
- 交通及運輸事務委員會委員
- 食物、環境及衞生委員會委員
- 規劃、工程及房屋委員會委員
- 審核委員會委員

### 其他公職
- 教聯會理事（2014—2022）
- 鰂魚涌大廈聯委會主席
- 香港福建社團聯會常務會董
- 香港福建同鄉會教育部主任
- 香港福建同鄉會關注同鄉權益委員會副主任
- 香港福建同鄉會青年團執委會常委
- 香港廈門聯誼總會青年交流促進會副主任
- 香港晉江同鄉會社會事務委員會副主任
- 香港東區各界協會社會事務委員會委員
- 香港東區撲滅罪行委員會委員
- 東區學校聯絡委員會委員
- 東區青年活動委員會委員
- 東區防火委員會委員
- 民政事務總署北角東分區委員會委員

### 黨務
- 民建聯執行委員會委員
- 民建聯培訓委員會副主席
- 民建聯東區支部副主席

## 外部連結
- 丁江浩議員辦事處（页面存档备份，存于）
- 丁江浩議員辦事處 | Facebook[永久]
- 楊潤雄：校長教師 需為公社科負責 教師憂觸紅綫 寧按官方教材照本宣科

| 前任： 江子榮 | 東區區議會鰂魚涌選區 2008年—2019年 | 繼任： 陳寶瓊 |